# Parque nacional de Simlipal
El Parque nacional de Simlipal (oriya, ଶିମିଳିପାଳ ଜାତୀୟ ଉଦ୍ୟାନ) está ubicado en el distrito de Mayurbhanj en el estado de Orissa, en la India. El tamaño total de este parque es de 2.750 km². Tiene además una reserva de protección de tigres, con una población de aproximadamente 95 ejemplares.
El parque tiene varias cascadas, entre ellas Joranda (150 metros de altura) y Barehipani, que tiene una caída de 400 m.
Las entradas al parque están en Lulung (20 km de Baripada) o sobre el lado occidental en Jashipur (95 km de Baripada).

## Flora
También el parque es conocido por la diversidad de especies de plantas, aproximadamente 501 plantas diferentes de 102 familias. 82 variedades de orquídeas se encuentran aquí.

## Fauna
Entre los animales encontrados aquí se incluyen: el cocodrilo marino, el oso hocicón, sambar, chital, leopardo, elefante indio o asiático, langur encapotado, mutiaco, nilgai, gacela, licaón, mono Rhesus, gacela india, puerco espín, gato de la jungla, chacal, pantera, búfalo indio, mangosta, varano de bengala y otras especies.
231 especies de aves anidan en estos bosques. gallo bankiva, miná religioso, pavos reales, cotorra alejandrina, águila culebrera chiíla son aves que se encuentran aquí con habitualidad. Cálaos, como el bicorne o el coronado, se pueden encontrar en la reserva, lo mismo que el trogón malabar.[cita requerida] Aparte del gran número de mamíferos y especies de aves, el parque tiene una notable población de reptiles, que incluye serpientes y tortugas. El "Programa de Manejo del Cocodrilo de las Marismas" ha ayudado al cocodrilo de las marismas (Crocodylus palustris) a sobrevivir y florecer en las orillas del río Khairi.

## Información del parque

### Actividades
El parque está abierto de noviembre a junio. Hacia junio, la temperatura se eleva a 40 °C, por lo que no es recomendable visitar Simlipal en ese periodo. Los inviernos, sin embargo, son agradables y frescos; en el más frío la temperatura es aproximadamente 14 °C.  
Los permisos de entrada para Simlipal tienen que ser recogidos del Director del Proyecto en la localidad de Baripada, antes de que le permitan acceder al parque nacional. Uno tiene que pedirlo al menos con 10 días (preferentemente 30 días) antes para visitarlo. 

### Alojamiento
El alojamiento y las instalaciones en Simlipal son bastante inadecuadas. Dentro del parque existen bungalows - en Barehapani, Newana, Joranda, Joshipur y Gudgudia- que son mantenido por el departamento forestal. En las localidades de Lulung y Joshipur existen otros alojamientos turísticos y hoteles; no se debe esperar ningún lujo. Es aconsejable, conseguir su propio lecho y traer el alimento también.  

### Acceso
- Por avión: el aeropuerto más cercano es Calcuta (240km) y Bhubaneswar (320 km).
- Por tren: la terminal más cercana es Baripada (17 km). Balasore, está a 76 kilómetros de Lulung. Jamshedpur está a 115 kilómetros de Jashipur.
- Por carretera: hay autobuses a Lulung (20 km) y Jashipur (95 km), los puntos de entrada para el parque desde la cercana Baripada.